# Jozef Karol Hell
Jozef Karol Hell (auch Joseph Karl Höll; * 15. Mai 1713 in Schemnitz; † 11. März 1789 ebenda) war Bergbauingenieur und erfand eine neue Wasserpumpe, die mit wasserdruckerzeugtem Luftdruck arbeitete. Die Pumpe wurde am 23. März 1753 erstmals erprobt. Außerdem geht das um seine Heimatstadt herum angelegte Tajchy-Stauseesystem auf seine Anregung zurück, das zur Wasserversorgung des nicht von Fließgewässern versorgten Ortes diente.
Sein Vater Matej Kornel Hell war Hauptmaschinenmeister und Pionier der ungarischen Bergwerksmechanisierung. Sein Bruder war der Astronom Maximilian Hell (1720–1792). Jozef studierte bis 1737 an der Bergakademie Schemnitz bei Samuel Mikovíny Mechanik und Hydraulik.